# فای‌سرو
فای‌سرو (انگلیسی: Fiserv) شرکت خدمات مالی آمریکایی است، که در زمینه ارائه خدمات فناوری و مشاوره به بانک‌ها و موسسات مالی، همچنین مدیریت سرمایه‌گذاری فعالیت می‌نماید.
شرکت فای‌سرو در سال ۱۹۸۴ از ادغام دو شرکت خدمات مالی تأسیس شد. دفتر مرکزی این شرکت در شهر بروکفیلد، ویسکانسین، ایالات متحده آمریکا قرار دارد و بخشی از سهام آن در بورس نزدک معامله می‌شود و جزئی از شاخص نزدک-۱۰۰ و اس اند پی ۵۰۰ محسوب می‌شود.